# Synodus sanguineus
Espèce
Statut de conservation UICN

 DD 16 août 2019 : Données insuffisantes
Synodus sanguineus est une espèce de poissons de la famille des Synodontidae.

## Systématique
L'espèce Synodus sanguineus a été décrite pour la première fois en 2009 par le biologiste américain John Ernest Randall.

## Distribution
Cette espèce se croise dans l'océan Pacifique, plus particulièrement au large de Taïwan et de l'Indonésie à des profondeurs avoisinant les 100 m.

## Description
Synodus sanguineus peut mesurer jusqu'à 11,6 cm.
Cette espèce présente un ventre clair et un dos rouge sang, qui lui a valu son nom.

## Étymologie
Son épithète spécifique, sanguineus, « ensanglanté » en référence à la couleur rouge prononcée sur le dos de l'espèce.

## Écologie et environnement
Synodus sanguineus chasse en enfouissant son corps dans les sédiments et en capturant les proies qui passent à proximité.

## Publication originale
- (en) John E. Randall, « Five New Indo-Pacific Lizardfishes of the Genus Synodus (Aulopiformes: Synodontidae) », Zoological Studies, vol. 48, no 3,‎ 1er mai 2009, p. 402-417 (ISSN 1021-5506 et 1810-522X, lire en ligne).